# Ryan Reser
Ryan Reser (16 de abril de 1980) é um judoca estadunidense. Obteve a medalha de ouro nos Jogos Pan-Americanos de 2007.